# Campagne fluviale et navale durant l'indépendance colombienne
Batailles
m
- Chorros Blancos
- Riohacha
- Ciénaga (es)
- Carthagène des Indes

La campagne fluviale et navale, menée durant l'indépendance colombienne, est une série d'actions militaires ayant pour théâtre le fleuve Magdalena et la mer des Caraïbes, dans le dessein de prendre les ports de Santa Cruz de Mompox, Barranquilla, Santa Marta, Carthagène des Indes et Riohacha qui sont toujours aux mains des royalistes après que l'armée libératrice menée par Simón Bolívar a libéré la Nouvelle-Grenade à la suite de la victoire décisive de la bataille de Boyacá.

## Contexte
L'armée de Bolívar est entrée sans résistance dans Bogota le 10 août 1819 pendant que le vice-roi de Nouvelle-Grenade, Juan de Sámano, s'enfuyait. Cependant, les royalistes résistent encore en différents endroits du pays. Tandis qu'Antonio José de Sucre commence une campagne pour libérer le sud du pays et la Présidence de Quito, Bolívar charge le général vénézuélien Mariano Montilla d'attaquer les royalistes qui occupent encore les ports de la mer des Caraïbes.

## Déroulement
Le plan de Bolívar est d'attaquer les royalistes sur trois fronts. Le premier est à la charge de Montilla, accompagné de l'amiral Luis Brión dont la flotte appareille de l'île de Margarita et se dirige vers Carthagène. Le deuxième front est dirigé par les colonels José María Córdova et Hermógenes Maza. Ce dernier se dirige vers l'embouchure du río Magdalena et la province de Carthagène des Indes tandis que la division commandée par Córdoba se dirige tout d'abord vers la province d'Antioquia où il livre le 12 février 1820 la bataille de Chorros Blancos qui libère définitivement la région. Le troisième front est commandé par les colonels vénézuéliens Jacinto Lara et José María Carreño qui ont pour objectif la province de Santa Marta à partir d'Ocaña.
Montilla embarque à Juan Griego à bord de la flotte commandée par l'amiral Luis Brión et son second le capitaine José Prudencio Padilla, composée de 26 vaisseaux. La flotte se dirige vers le port de Riohacha qu'il occupe le 12 mars 1820 après la fuite du gouverneur espagnol. Montilla part immédiatement avec 500 hommes vers Valledupar, où, le 28 mars, il retrouve des troupes de Lara et Carreño venues d'Ocaña. Pendant ce temps, la ville de Riohacha est frappée par un incendie causé par des troupes irlandaises indisciplinées de la Légion britannique, qui protestent contre les retards dans le paiement de leurs soldes et Montilla doit y retourner pour rétablir l'ordre.
La campagne continue dans la province de Carthagène des Indes à partir du 11 juin, lorsque la flotte vainc les unités espagnoles stationnées à Sabanilla. Suivant le cours du río Magdalena, Barranquilla et Soledad sont prises avec l'appui de la population civile. Baranquilla est alors déclarée capitale provisoire de la province de Carthagène et devient le centre des opérations militaires. Pedro Gual en est désigné gouverneur civil. Pendant ce temps, l'offensive commandée par Hermógenes Maza met en déroute les royalistes sur le cours du Magdalena après la prise du port de Tenerife le 25 juin 1820.
Le 10 octobre 1820, les troupes de Lara et Carreño, appuyées par des forces fluviales, défont les royalistes lors de la bataille de Ciénaga (es) et prennent Santa Marta. Ils réorganisent l'expédition et préparent une attaque de la baie de Carthagène par la route du canal del Dique. Après un long siège, le 24 juin 1821, l'armée colombienne détruit les navires espagnols ancrés dans la baie, dans une bataille connue sous le nom « La Noche de San Juan », où a excellé José Prudencio Padilla. Entre le 5 et le 6 juillet, la forteresse de San Fernando de Bocachica est occupée, conduisant à la capitulation ultérieure du gouverneur espagnol, le brigadier Gabriel de Torres. La ville est officiellement donnée à l'armée libératrice le 10 octobre 1821, lorsque le bataillon d'Antioquia, commandé par le colonel José María Córdova, est le premier à entrer dans la ville. Les autorités espagnoles sont finalement embarquées sur des navires colombiens à destination de Cuba.

## Suites
La libération de la côte néo-grenadine empêche tout nouveau débarquement de corps expéditionnaire que l'Espagne pourrait envoyer. Avec la victoire de Bolívar à Carabobo le 24 juin 1821 qui porte un coup très dur à ce qui reste de l'armée royaliste au Vénézuéla, plus rien n'empêche les patriotes d'en finir avec la présence espagnole au nord de l'Amérique du Sud. C'est ce qu'ils feront au cours de la campagne d'Occident (es) qui s'achève par la prise de Puerto Cabello par le vénézuélien José Antonio Páez le 10 novembre 1823.
Au cours de cette campagne, Santa Marta tentera une ultime rébellion (es) en décembre 1822, mais la situation sera rétablie par Montilla en mars 1823.